# Belfort (stad)
Belfort is een stad en gemeente in het Franse departement Territoire de Belfort (regio Bourgogne-Franche-Comté). De gemeente telde op 1 januari 2022 45.646 inwoners, die Belfortains worden genoemd. De stad maakt deel uit van het arrondissement Belfort.

## Geografie
De oppervlakte van Belfort bedroeg op 1 januari 2022 17,1 vierkante kilometer; de bevolkingsdichtheid was toen 2.669,4 inwoners per km².
De gemeente ligt tussen de Vogezen en de Jura. De rivier Savoureuse doorkruist de stad.
De onderstaande kaart toont de ligging van Belfort met de belangrijkste infrastructuur en aangrenzende gemeenten.

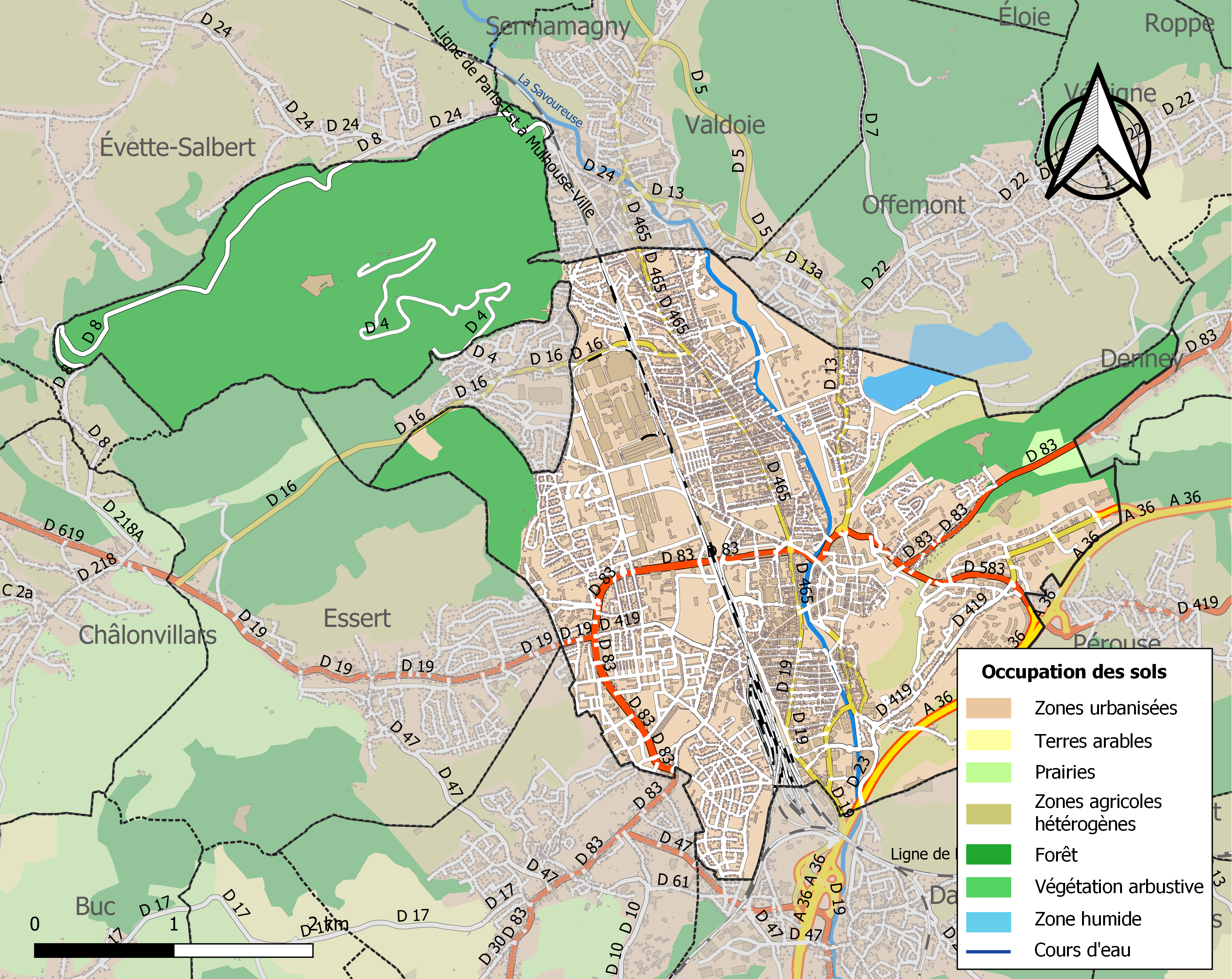

## Geschiedenis

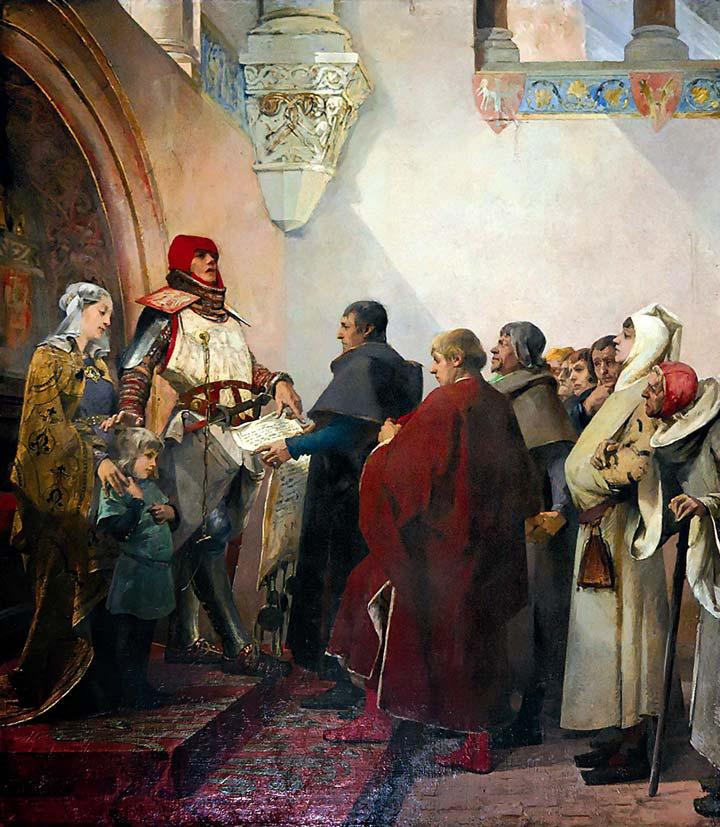
Reinoud van Bourgondië verleent een stadscharter aan de inwoners van Belfort in mei 1307 (Albert Maignan, 19e eeuw)

Van oudsher ligt de stad op de scheidslijn tussen het Franse en het Duitse taalgebied. In het Elzassisch of het Duits heette de stad vroeger Befert of Beffert.
In 1226 was er al een kasteel in Belfort. In 1307 kende Reinoud van Bourgondië als graaf van Montbéliard en heer van Belfort een charter toe aan de stad. Met dit charter kreeg de stad vrijheden, fiscale voordelen en werd een stadsbestuur ingesteld: de Conseil des Neuf. Vanaf de 15e eeuw maakte de stad deel uit van het Habsburgse Voor-Oostenrijk en mocht afgevaardigden sturen naar de landdag in Ensisheim.
In 1636 veroverde Lodewijk II van Champagne de stad voor koning Lodewijk XIII van Frankrijk en twaalf jaar later werd de streek officieel aangehecht bij Frankrijk. In 1659 werd kardinaal Mazarin heer van Belfort en later graaf van Belfort. Na zijn dood kwam het toe aan zijn nicht Hortense Mancini (1646-1699) en haar echtgenoot Armand-Charles de La Porte de La Meilleraye (1632-1713).

### Vestingstad
Tussen 1687 en 1703 bouwden de Fransen de stad om tot een vesting naar plannen van Vauban. Er werd een garnizoen van 1.500 man gelegerd. De civiele bevolking van de stad groeide van 1.200 in 1695 naar 4.000 aan het einde van de 18e eeuw. In de nadagen van het napoleontische rijk werd de stad belegerd in 1813-14 en opnieuw in 1815. In de 19e eeuw werd de stad verder versterkt en er kwam ook vestingwerken op de omringende heuvels naar plannen van François Nicolas Benoît Haxo en Raymond Adolphe Séré de Rivières. De stad bleef een militair, administratief en commercieel centrum. Industrie vestigde zich eerder in de omliggende gemeenten. 
In 1870-71 tijdens de Frans-Duitse Oorlog werd de stad gedurende 113 dagen belegerd door een Duits leger maar wist onder kolonel Denfert-Rochereau stand te houden.

### Groei
Na de Franse nederlaag werd Elzas Duits maar Belfort bleef Frans. Het Territoire de Belfort werd opgericht. Nadien vestigden veel Elzassers zich in en rond de stad. Ook veel bedrijven verhuisden van Elzas naar Belfort, bijvoorbeeld Dollfus-Mieg et Compagnie (DMC) en de Société Alsacienne de Constructions Mécaniques (SACM, later Alstom). Daarnaast bleef Belfort een belangrijke garnizoensstad met wel 8.000 militairen.
Vanaf 1970 kocht de gemeente de voormalige militaire terreinen en bouwwerken aan. In 1979 werd het bisdom Belfort-Montbéliard opgericht.

## Economie

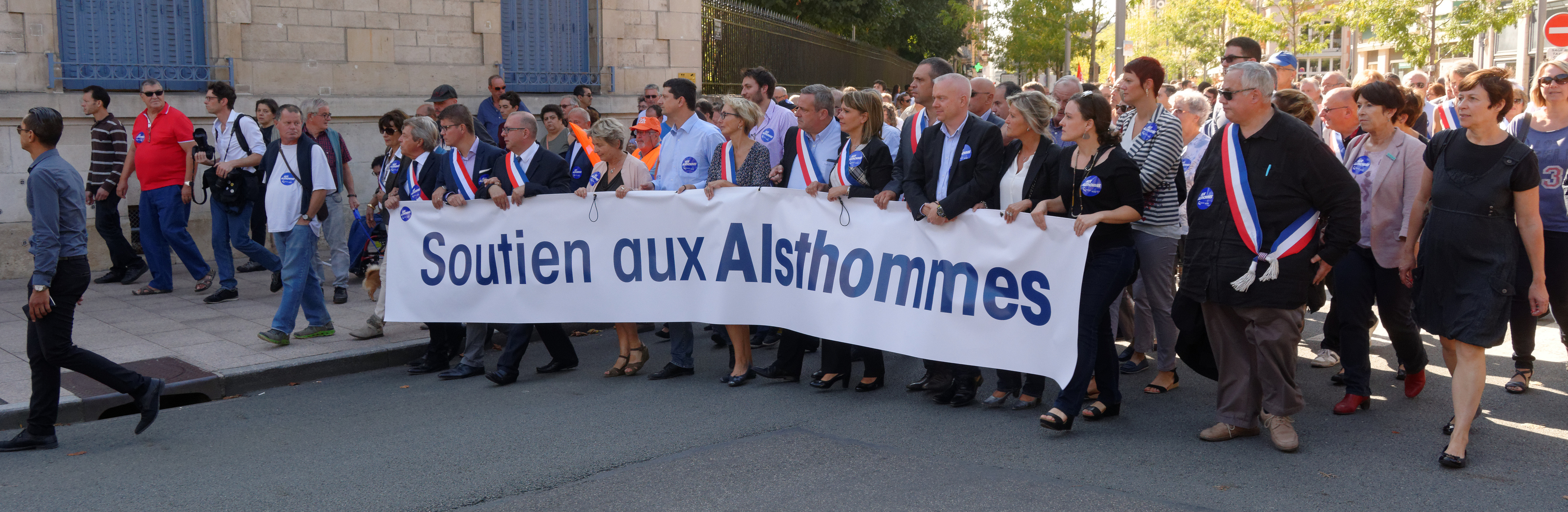
Betoging in Belfort in 2016 tegen de sluiting van de Alstom-fabriek

In de Franse stad staat een fabriek van Alstom. De fabriek werd in 1879 opgericht om stoomlocomotieven te bouwen en later nam het de productie van de Train à Grande Vitesse (TGV) op zich. In 2016 kondigde Alstom aan de fabriek te gaan sluiten omdat de orderportefeuille leeg raakte en de productie over te brengen naar een andere fabriek in Reichshoffen, ook in het noordoosten van Frankrijk. Om de fabriek te redden bestelde de Franse overheid in oktober 2016, 15 TGV's. Ze kosten in totaal zo’n 450 miljoen euro en zullen tussen Bordeaux en Nice op een normale spoorbaan rijden totdat de nieuwe hoge snelheidstrajecten klaar zijn. De opdracht hield de fabriek, waar 480 mensen werkten, voor vier à vijf jaar aan het werk.

## Bezienswaardigheden
- Leeuw van Belfort, een monumentaal beeld van een leeuw (22 m lang en 11 m hoog) gemaakt door Frédéric Auguste Bartholdi tussen 1875 en 1880
- Markthal van Belfort
- Citadel van Belfort
- Fort de Roppe, onderdeel van het Gefortificeerd gebied van Belfort (place fortifiée de Belfort)
- De oude stad met de Kathedraal Saint-Christophe, Place d'Armes en l'Hôtel de ville.

### Musea
Het Musée d'Art et d'Histoire werd in 2019 opgesplitst in het Musée d'Histoire en het Musée des Beaux-Arts de Belfort. Dit laatste is ondergebracht in Tour 41, een 17e-eeuws onderdeel van de vestingwerken. De collectie omvat kunstwerken van de middeleeuwen tot heden en is deels opgebouwd rond de collecties van beeldhouwer en verzamelaar Camille Lefèvre (1853-1933) en Maurice Jardot (20e-eeuwse kunst). Het Musée d'Histoire is ondergebracht in een voormalige kazerne in de Citadel.

### Afbeeldingen

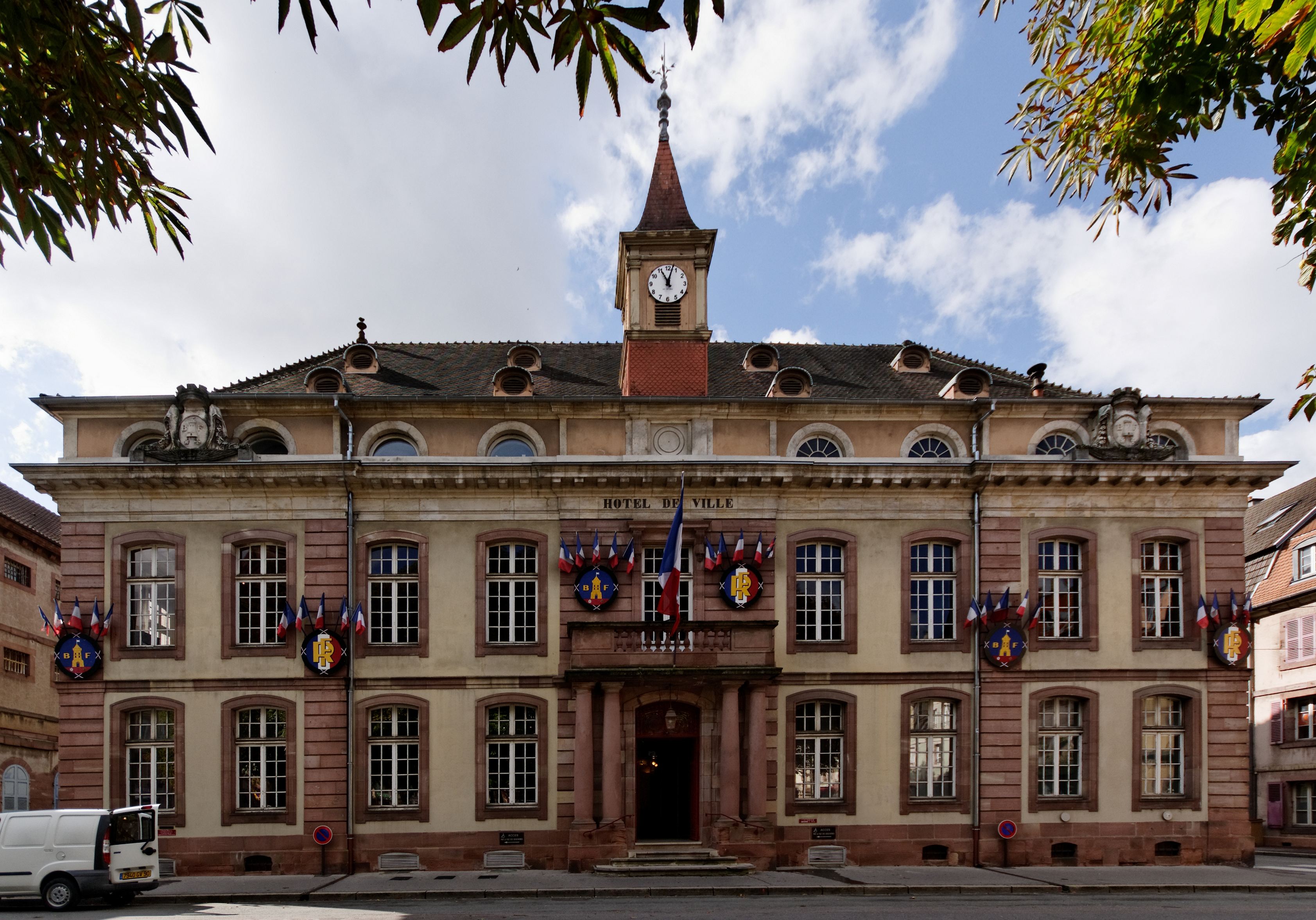
Gemeentehuis
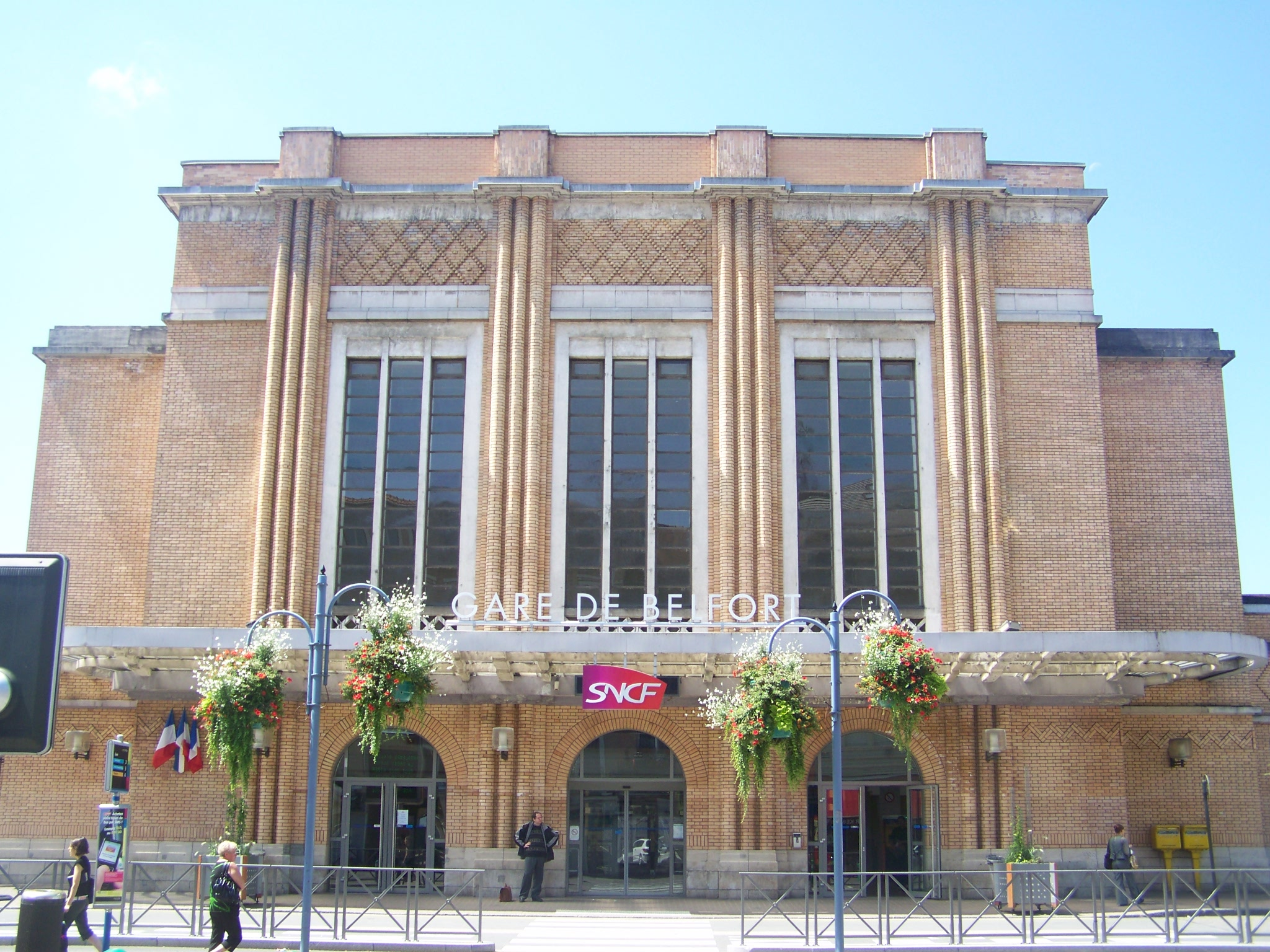
Station Belfort
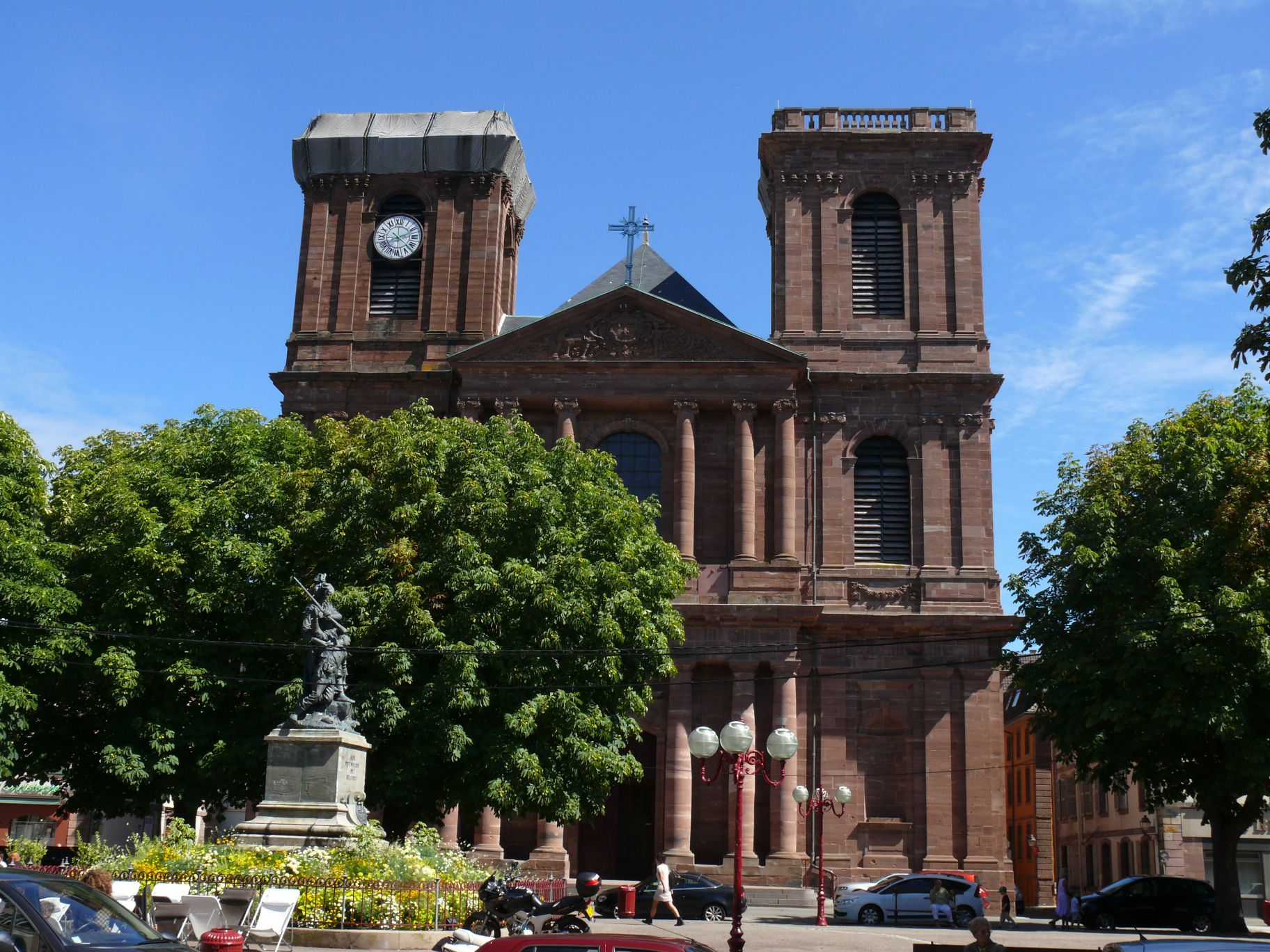
Cathédrale Saint-Christophe
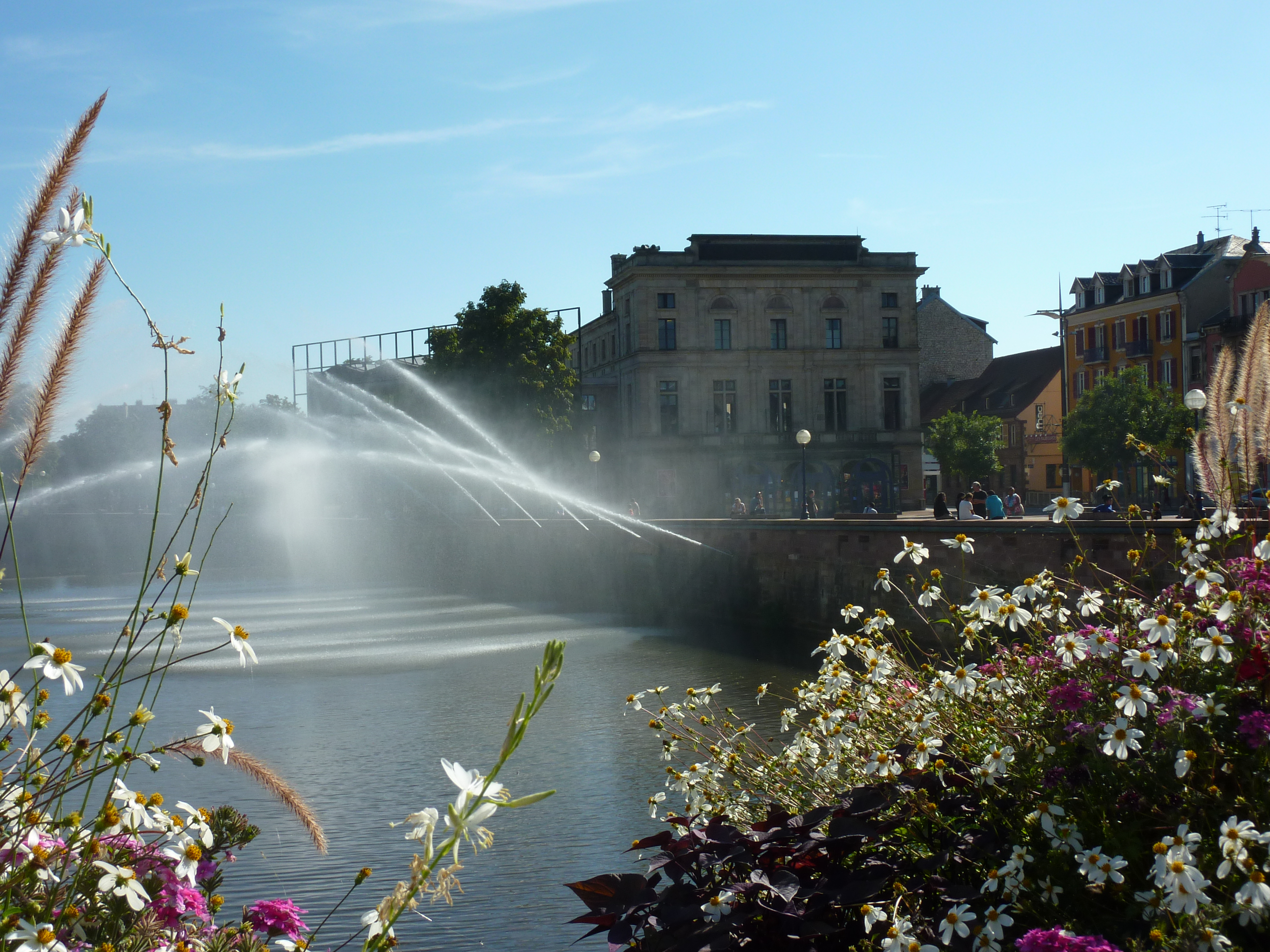
De Savoureuse
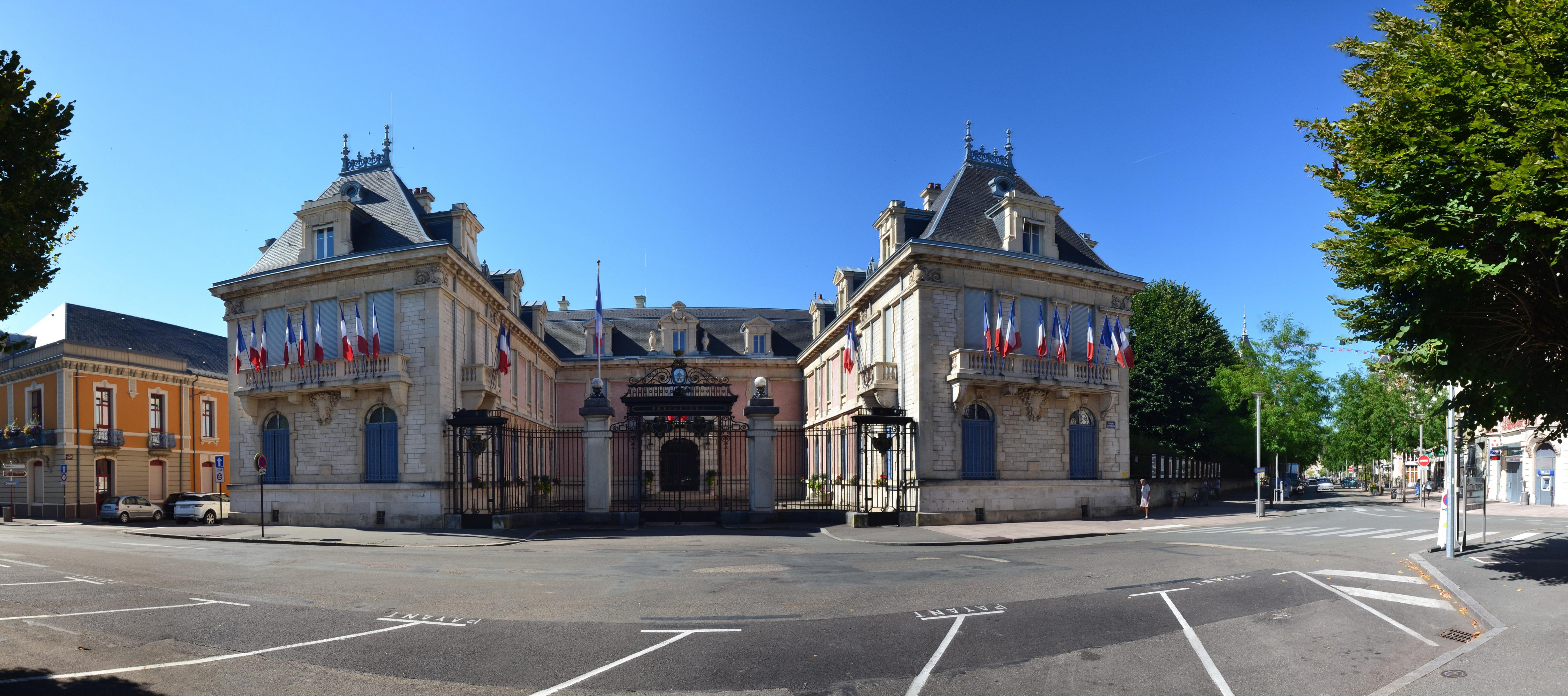
Prefectuur
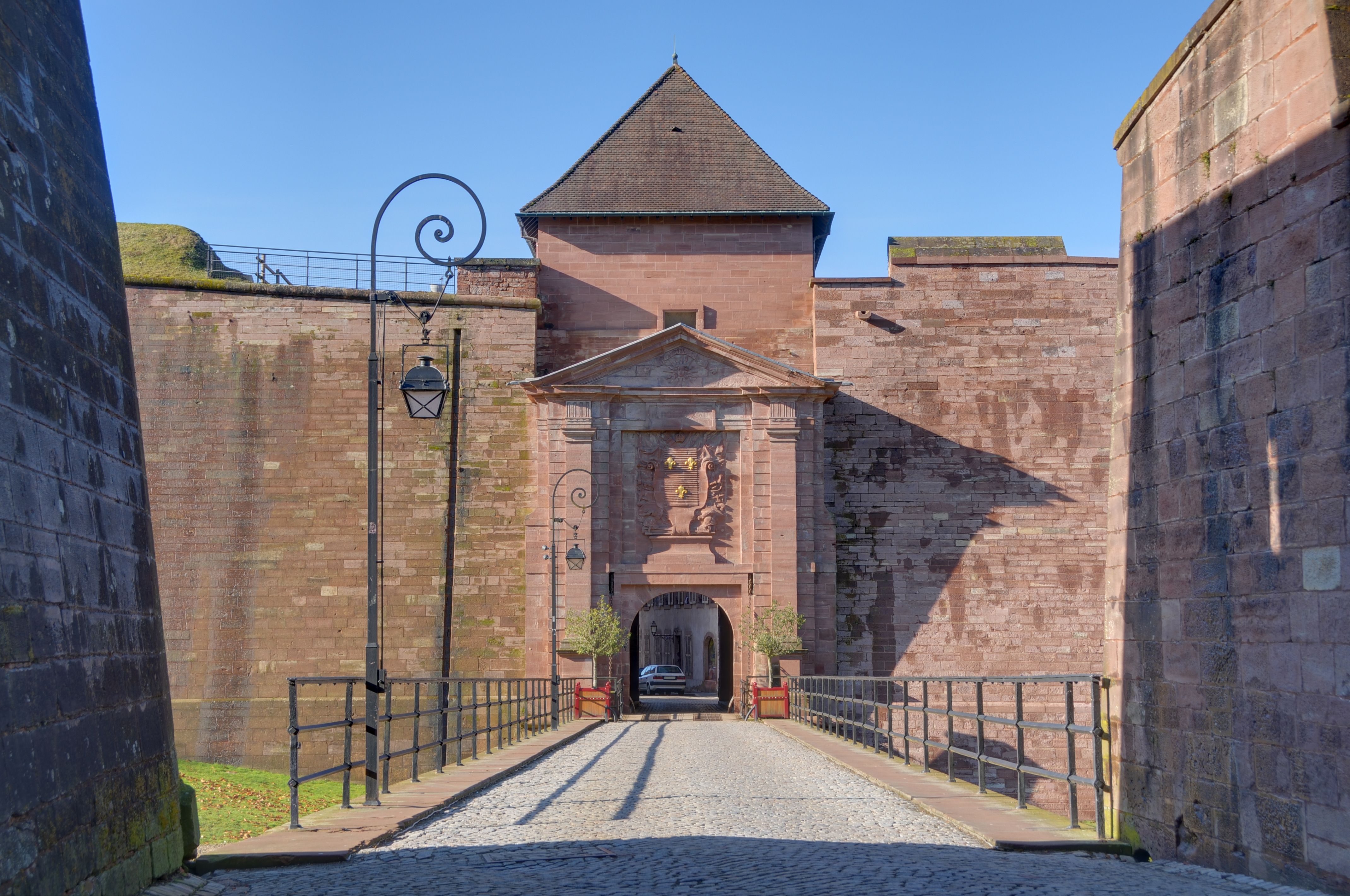
Porte de Brisach

## Verkeer en vervoer
In de gemeente liggen de spoorwegstations Belfort en Trois-Chênes. Nabij Belfort ligt het aan de LGV Rhin-Rhône gelegen TGV-station Belfort-Montbéliard TGV.
De autosnelweg A36 loopt door de gemeente.

## Demografie
In 1790 telde de stad ongeveer 4.000 inwoners. Dit waren er 6.250 in 1866. Na de Frans-Duitse Oorlog volgde een bevolkingsexplosie door de komst van industrie en inwijkelingen. De bevolking groeide van 6.817 in 1872 naar 32.000 in 1911.
Onderstaande figuur toont het verloop van het inwonertal (bron: INSEE-tellingen).

## Sport
Belfort was 31 keer etappeplaats in de wielerkoers Ronde van Frankrijk. De Luxemburger François Faber won er drie keer. De laatste ritwinnaar is in Belfort is de Belg Marc Demeyer in 1978. Sindsdien was Belfort geen aankomstplaats meer, maar startte er wel zes keer een etappe, voor het laatst in 2023.

## Geboren in Belfort
- Jean-Pierre Chevènement (1939), politicus
- Gérard Grisey (1946), componist
- Tahar Rahim (1981), acteur
- Frédéric Duplus (1990), voetballer
- Sanjin Prcić (1993), Bosnisch voetballer